# 유고슬라비아의 대통령
유고슬라비아 사회주의 연방공화국의 대통령은 1953년 1월 14일부터 1980년 5월 4일까지 유고슬라비아의 국가원수였다. 요시프 브로즈 티토는 이 직책을 맡은 유일한 사람이었다. 티토는 또한 유고슬라비아 공산주의자동맹의 대표이기도 하였다. 이후 티토는 종신 대통령으로 선포되었고, 1980년 그의 사망 이후 이 직책은 폐지되었으며 유고슬라비아 대통령직 위원장이 그 자리를 대신하였다.
1946년 헌법은 대통령 (일반적으로는 총리로 알려짐)이 이끄는 유고슬라비아 정부를 국가의 최고 행정 기관으로 정의하였다. 티토는 1953년 유고슬라비아 헌법 개정안이 채택될 때까지 유고슬라비아의 총리직을 역임하였다. 헌법 개정안은 유고슬라비아를 사회주의 공화국이라 선포하고 이전에 정부, 부처 등과 같은 규정을 전부 삭제하였다. 정부 대신 대통령실과 연방 집행 평의회가 행정부를 대체하였다. 대통령은 국가원수직을 역임하고 30~40명의 위원으로 구성된 연방 집행 평의회를 주재했으며, 그 중 일부는 연방 장관으로 선출되었다. 티토는 1953년 1월 14일 총리직에서 대통령직으로 자리를 옮겼고, 1954년 1월 29일과 1958년 4월 19일 재선되었다.
1963년 헌법은 티토에게 제한 없는 임기를 부여하였다. 또한 대통령 대신 연방 집행 평의회 의장이라는 새로운 직책을 정의하여 해당 기관을 이끌게 하였다. 티토는 여전히 연방 집행 평의회의 소집 권한을 가지고 있었고, 유고슬라비아 인민군의 총사령관이었으며 유고슬라비아 공산주의자동맹의 대표로도 재임하였다. 그는 이 체제 하에서 1963년과 1968년 연방의회에서 재선되었다.
1971년 헌법 개정으로 각 공화국 대표부로 구성된 새로운 집단 대통령직이 탄생했지만, 이 대통령직에도 여전히 공화국 대통령이 주재하였다. 1974년 헌법은 당시 82세였던 티토에게 제한 없는 임기를 부여하여 종신 대통령을 지냈다. 또한 티토가 사망할 경우 효력을 발휘할 새로운 순환 대통령직 위원장을 신설하였다. 이 경우에는 대통령직 부위원장이 티토의 뒤를 잇기로 하였다. 결국 1980년 5월 4일 티토가 사망하자 라자르 콜리셰프스키가 티토를 이어 초대 대통령직 위원장을 맡게 되었다.

## 유고슬라비아 사회주의 연방공화국의 대통령 목록
유고슬라비아 공산주의자동맹 (SKJ)
| No. | 초상화 | 대통령                                                 | 취임            | 사임           | 재임 기간  | 정당                        |
| --- | ------ | ------------------------------------------------------ | --------------- | -------------- | ---------- | --------------------------- |
| 1   |        | 유고슬라비아의 원수 요시프 브로즈 티토 (1892년~1980년) | 1953년 1월 14일 | 1980년 5월 4일 | 27년 111일 | 유고슬라비아 공산주의자동맹 |

## 같이 보기
- 유고슬라비아의 대통령직 위원장
- 유고슬라비아의 국가원수 목록

### 내용주
1. ↑  요시프 브로즈 티토, 임기 제한에서 명시적으로 면제

### 참조주
1. ↑  “Službeni list Federativne Narodne Republike Jugoslavije” II (10). Belgrade. 1946년 2월 1일.
2. ↑  “Službeni list Federativne Narodne Republike Jugoslavije” IX (3). Belgrade. 1953년 1월 14일.
3. ↑  “Službeni list Federativne Narodne Republike Jugoslavije” IX (3). Belgrade. 1953년 1월 14일.
4. ↑  “Službeni list Socijalističke Federativne Republike Jugoslavije” XIX (14). Belgrade. 1963년 4월 10일.
5. ↑  “Službeni list Socijalističke Federativne Republike Jugoslavije”. XXVII (29). Belgrade. 1971년 7월 8일.
6. ↑  “Službeni list Socijalističke Federativne Republike Jugoslavije” XXX (9). Belgrade. 1974년 2월 21일.